# Romulus Mitchell Saunders

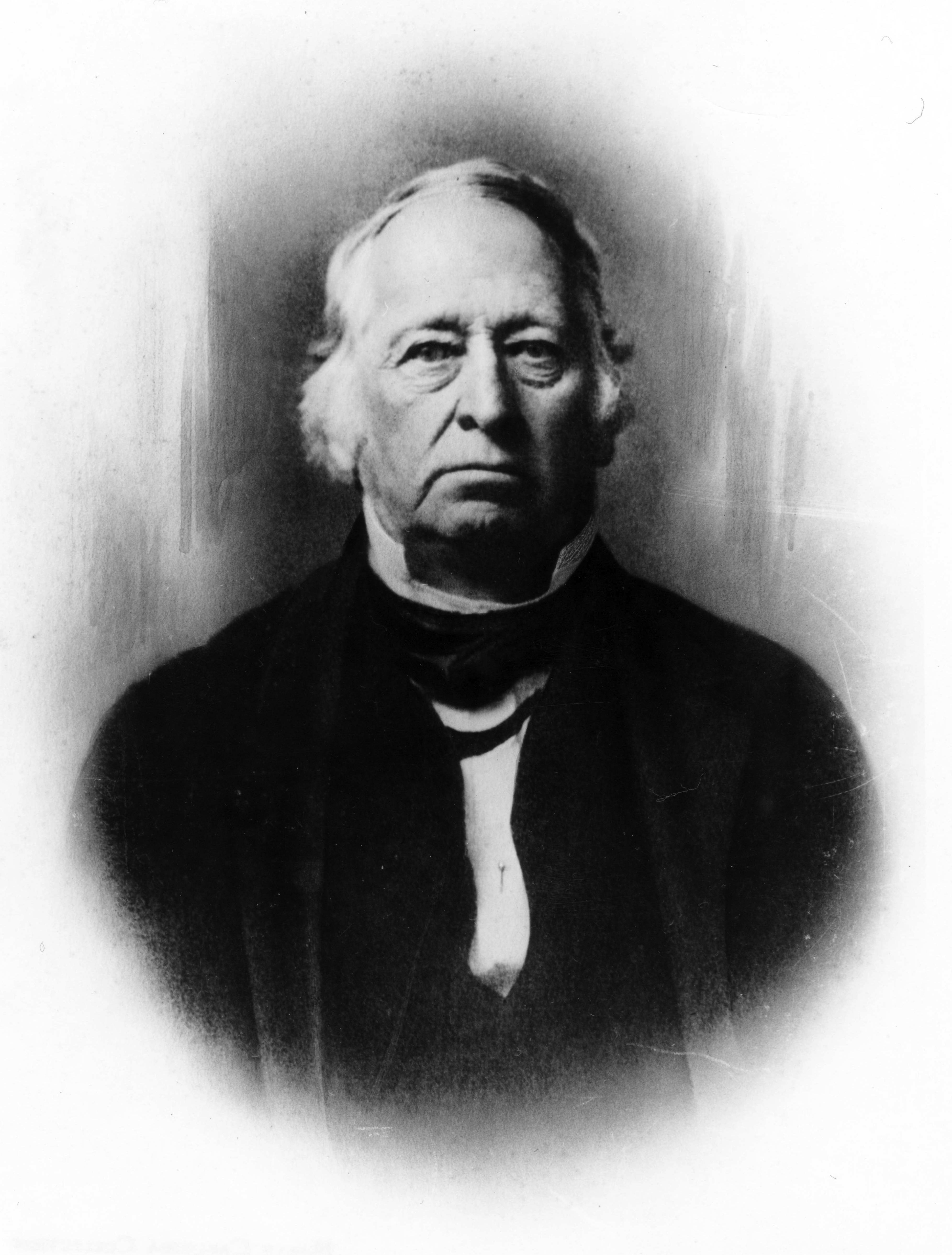
Romulus Mitchell Saunders

Romulus Mitchell Saunders (* 3. März 1791 bei Milton, Caswell County, North Carolina; † 21. April 1867 in Raleigh, North Carolina) war ein US-amerikanischer Politiker. Zwischen 1821 und 1845 vertrat er zweimal den Bundesstaat North Carolina im US-Repräsentantenhaus.

## Werdegang
Romulus Saunders besuchte die öffentlichen Schulen seiner Heimat und studierte danach zwischen 1809 und 1811 an der University of North Carolina in Chapel Hill. Nach einem anschließenden Jurastudium und seiner 1812 erfolgten Zulassung als Rechtsanwalt begann er in Milton in diesem Beruf zu arbeiten. Gleichzeitig schlug er als Mitglied der Demokratisch-Republikanischen Partei eine politische Laufbahn ein. In den Jahren 1815, 1817 und 1819 war er Abgeordneter im Repräsentantenhaus von North Carolina. Zeitweise amtierte er als dessen Speaker. Von 1819 bis 1864 war Saunders Kurator der University of North Carolina. Seit 1823 lebte er in Raleigh.
Bei den Kongresswahlen des Jahres 1820 wurde Saunders im neunten Wahlbezirk von North Carolina in das US-Repräsentantenhaus in Washington, D.C. gewählt, wo er am 4. März 1821 die Nachfolge von Thomas Settle antrat. Nach zwei Wiederwahlen konnte er bis zum 3. März 1827 drei Legislaturperioden im Kongress absolvieren. Im Lauf der 1820er Jahre schloss er sich der Bewegung um den späteren Präsidenten Andrew Jackson an. Später wurde er Mitglied der von diesem gegründeten Demokratischen Partei. Seine drei Amtszeiten in den 1820er Jahren waren von den Diskussionen zwischen Anhängern und Gegnern von Jackson geprägt.
Im Jahr 1826 verzichtete Saunders auf eine erneute Kandidatur. Von 1828 bis 1831 war er Attorney General von North Carolina; zwischen 1835 und 1840 fungierte er als Richter am Superior Court. 1840 kandidierte er erfolglos für das Amt des Gouverneurs von North Carolina. Bei den Wahlen des Jahres 1840 wurde Saunders im achten Distrikt seines Staates erneut in den Kongress gewählt, wo er am 4. März 1841 William Montgomery ablöste. Nach einer Wiederwahl im fünften Bezirk als Nachfolger von James Iver McKay konnte er bis zum 3. März 1845 zwei weitere Legislaturperioden im Kongress absolvieren. Diese waren von den Diskussionen ium eine mögliche Annexion der seit 1836 von Mexiko unabhängigen Republik Texas bestimmt. Zwischen 1843 und 1845 war Romulus Saunders Vorsitzender des Rechtsausschusses. Im Jahr 1844 wurde er nicht wiedergewählt.
1842 und 1852 kandidierte Saunders jeweils erfolglos für den US-Senat. Zwischen 1846 und 1849 war er als Nachfolger von Washington Irving US-Botschafter in Spanien. Danach saß er in den Jahren 1850 bis 1852 noch einmal im Parlament seines Staates. Außerdem gehörte er einer Kommission zur Überarbeitung der Gesetzgebung von North Carolina an. Er starb am 21. April 1867 in Raleigh.